# Petra Novotná (Volleyballspielerin)
Petra Novotná (* 10. April 1981 in Prag) ist eine ehemalige tschechische Volleyball- und Beachvolleyballspielerin.

## Karriere Halle
Petra Novotná begann mit dem Volleyball 1998 in ihrer Heimat bei Tatran Prag-Střešovice und wechselte ein Jahr später zum Lokalrivalen PVK Olymp Prag, wo sie bis 2007 spielte und 2005 Tschechischer Meister wurde. 2002 spielte die Außenangreiferin bei der Volleyball-Weltmeisterschaft in Deutschland, wo die tschechische Nationalmannschaft in der Vorrunde unter anderem an der DVV-Auswahl scheiterte. Von 2007 bis 2010 spielte sie in Frankreich bei Vandœuvre Nancy Volley-Ball.

## Karriere Beach
Petra Novotná spielte von 2003 bis 2008 international auch im Sand mit Lenka Háječková und war in dieser Zeit bei allen Europameisterschaften vertreten. Dabei gab es 2004 in Timmendorfer Strand, 2005 in Moskau und 2006 in Den Haag mit jeweils Platz neun die besten Resultate. Auch bei der EM 2007 in Valencia erreichte Petra Novotná an der Seite von Soňa Nováková-Dosoudilová nach Niederlagen gegen die deutschen Duos Goller/Ludwig und Holtwick/Semmler den neunten Platz.